# Султонов Баходир
Баходир (Баходиржон) Султонов (нар. 15 січня 1985, Андижан, Узбецька РСР) — узбецький боксер, бронзовий призер Олімпіади 2004, чемпіон Афро-азійських ігор, Азійських ігор та чемпіон Азії.

## Боксерська кар'єра
У віці 18 років взяв участь у чемпіонаті світу з боксу 2003 в категорії до 54 кг, де дійшов до півфіналу, в якому програв росіянину Геннадію Ковальову, і завоював бронзову нагороду. Того ж року став переможцем перших Афро-азійських ігор.
На чемпіонаті Азії 2004 здобув чотири перемоги і став чемпіоном.

### Виступ на Олімпіаді 2004
- У другому раунді змагань переміг Анджея Лічик (Польща)
- У чвертьфіналі переміг Ендрю Конера (Канада) — 44-32
- У півфіналі програв Гільєрмо Рігондо (Куба) — 13-27 і став бронзовим медалістом Олімпіади.

На чемпіонаті світу 2005 здобув три перемоги, а у чвертьфіналі програв знов Гільєрмо Рігондо.
У 2006 році на Азійських іграх переміг чотирьох суперників, серед них Кім Сон Гук (Північна Корея) у півфіналі та Зорігтбаатарин Енхзоріг (Монголія) у фіналі, і завоював золоту медаль в категорії до 57 кг.
На чемпіонаті світу 2007 програв на попередній стадії майбутньому переможцю чемпіонату Альберту Селімову.

### Виступ на Олімпіаді 2008
У першому раунді змагань переміг Антреш Лаліт Лакра (Індія), але в наступному бою поступився українцеві Василю Ломаченко — 1-13 і вибув з боротьби.
На чемпіонаті світу 2009, здобувши чотири перемоги, дійшов до півфіналу, де поступився Сергію Водоп'янову (Росія) — 5-7, і отримав бронзову нагороду.